# Tarun Bhattacharya
Pour les articles homonymes, voir Bhattacharya.
Pandit Tarun Bhattacharya est un musicien indien d'origine bengalie. C'est un joueur de santoor accompli. 
Il a été l'élève de son père Robi Bhattacharya, de Dulal Roy puis de Ravi Shankar et joue tout autant en solo qu'en jugalbandi (« duo »). Bien qu'appartenant à la tradition de la  musique hindoustanie, il joue parfois de la musique carnatique.
Il a beaucoup fait évoluer le style de jeu du santoor indien par son attention à la richesse de la production sonore. Il a ainsi développé des techniques de glissando, de picking et surtout, à l'aide d'une corde « molle », de meend (« modulation d'une note »), proche du sitar. Il a également modifié la structure du santoor afin qu'il accueille sous ses nombreuses cordes, des petites billes facilitant un accord fin et rapide.
Il a effectué de nombreuses tournées internationales et participe aussi à de nombreux projets de world music.

## Discographie
- Song of Nature, Flame of the Forest, (1992), avec Vishwa Mohan Bhatt et Ronu Majumdar
- Essence of Jugalbandi, (1993), avec Ronu Majumdar
- Sargam, (1995)
- Kirvani, (1996)
- Mental Bliss, (1998)
- Santoor, (2000)
- Hypnotic Santoor, (2001)
- Transcendence, (2005)